# 各務原アルプス

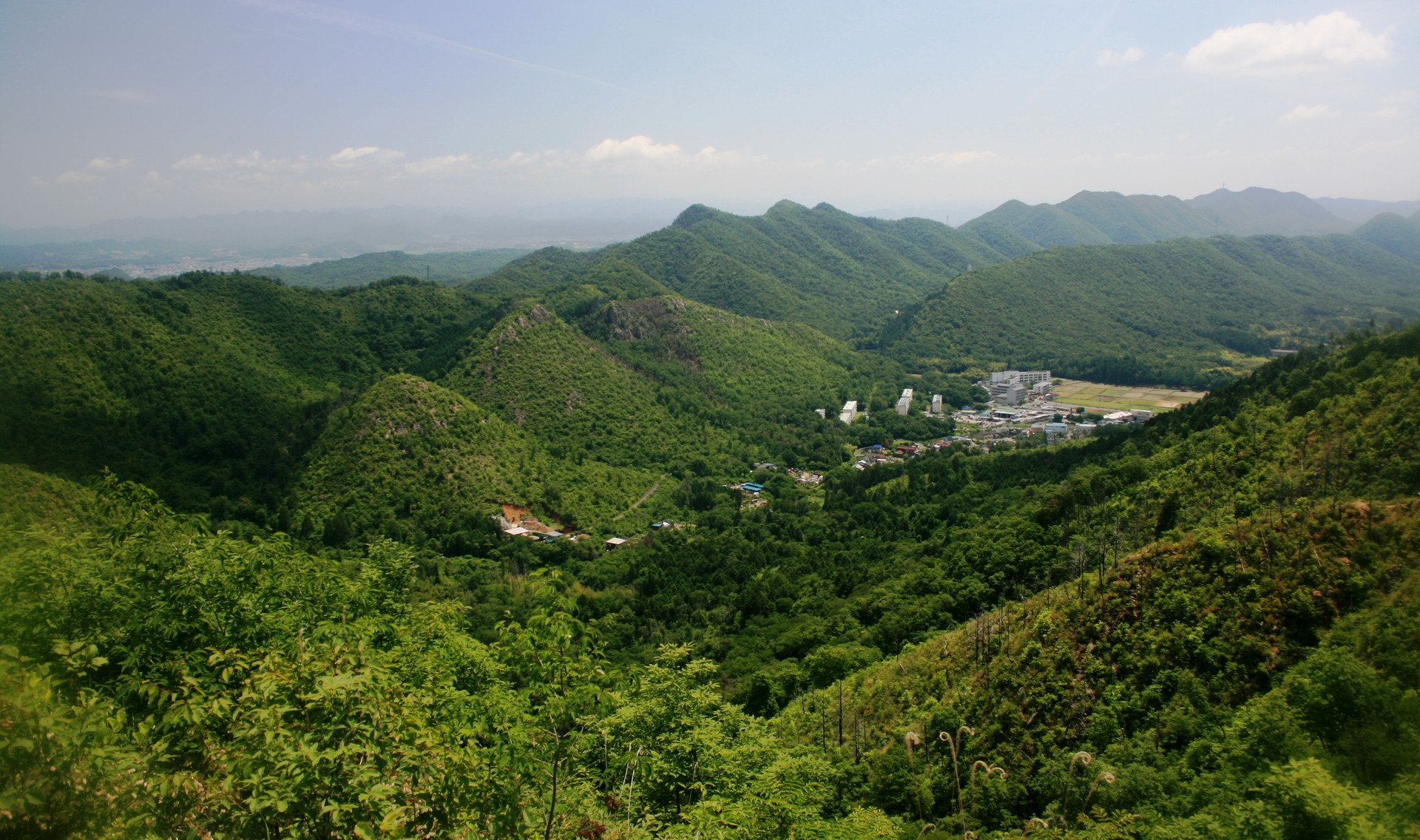
各務原権現山から望む各務原アルプス

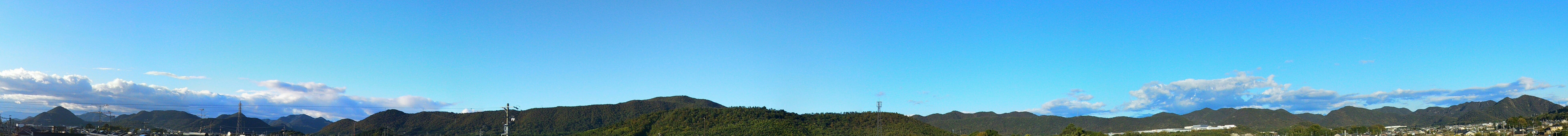
各務原市から見る各務原アルプス

各務原アルプス（かかみがはらアルプス）は、岐阜県各務原市の北部の山並みの通称。
各務原台地の北端に位置し、東西に伸びる標高350m級の丘陵地帯。稜線は各務原市と関市、岐阜市の境界でもある。
関市側からは「関南アルプス」（せきみなみアルプス）と呼ばれている。各務原市と関市の共同で全長10kmに及ぶハイキングコースも整備されている。
2003年に、山林火災で権現山が燃えた。

## 地質
岐阜市北部から木曽川を挟んで愛知県犬山市にかけて、およそ40 km弱にわたって連なる山脈で、主に美濃帯のチャートからなる。これは美濃帯の古生代から中生代の付加体の岩石のうち、強固なチャートが風化侵食されず残ったものである。これは岐阜市の金華山と同様である。衛星写真で見ると、侵食から残ったチャートが逆くの字に褶曲している様子が確認できる。

## 主な山
- 城山（標高：265m）（坂祝町）
- 明王山（標高：384.3ｍ）（関市）
- 金毘羅山（標高：383m）（各務原市）
- 迫間山（標高：309m）（関市）
- 金山（標高：347.7m）
- 向山（標高：303m）（関市・各務原市）
- 岐阜権現山（標高：316m）
- 北山（標高：308m）
- 各務原権現山（標高：317m）

## ハイキングコース
東海自然歩道

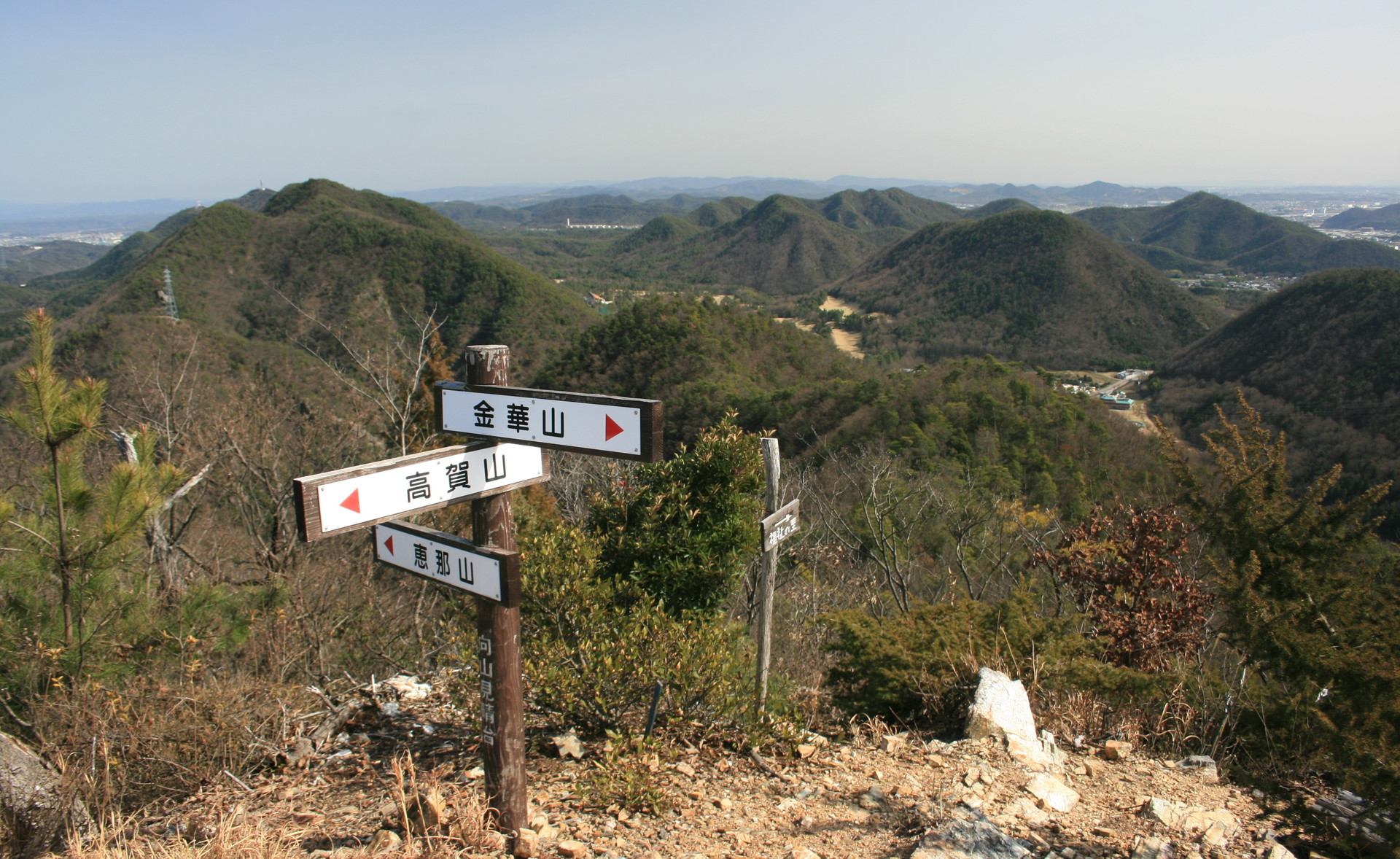
各務原アルプスの向山見晴台

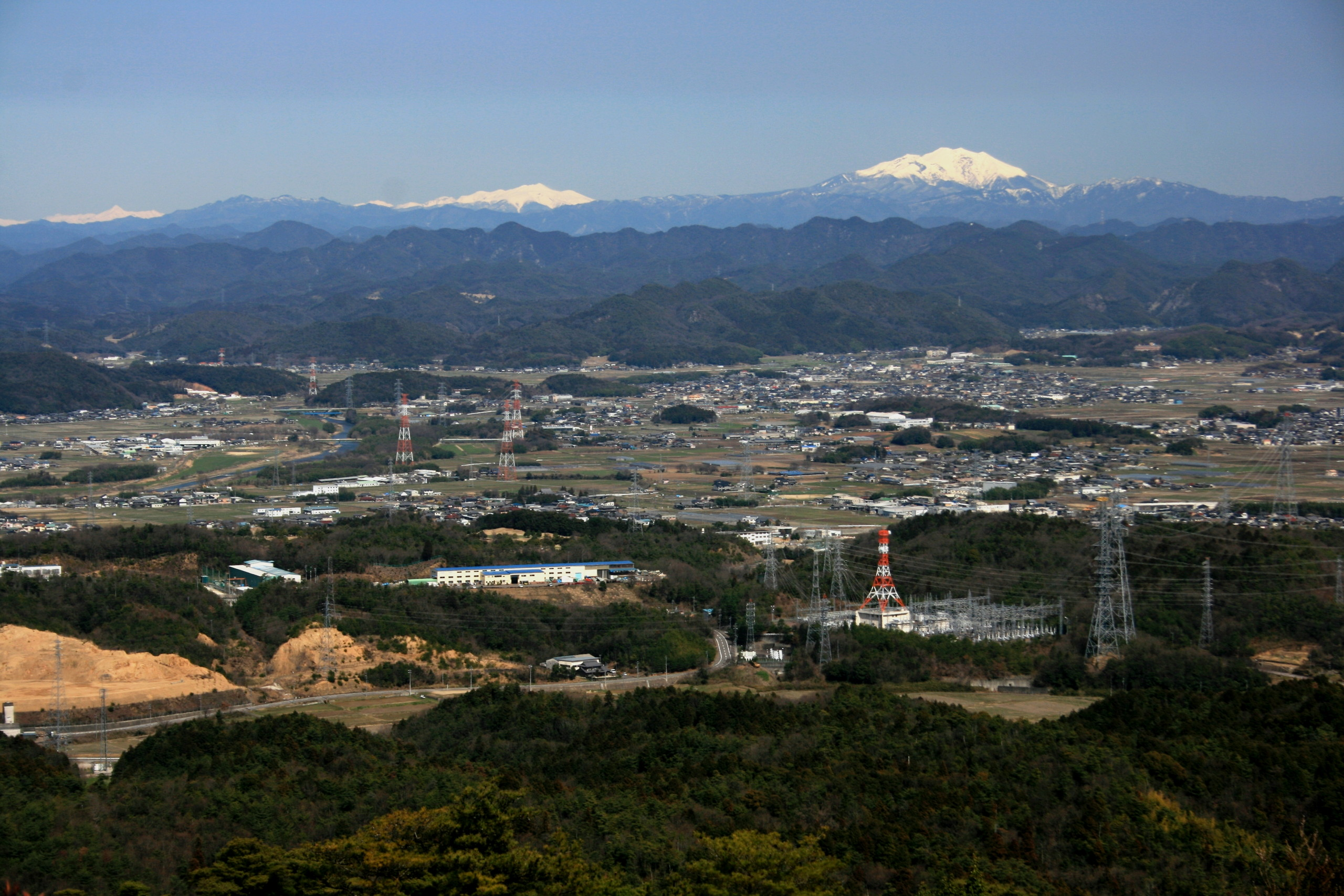
大岩見晴台からの展望（遠景は左から冠雪した笠ヶ岳、乗鞍岳、御嶽山）

上須衛バス停 - 寒洞池 - 日之出不動・車折神社 - JR鵜沼駅
- 距離：10.8km
- 時間：約4時間25分
- 寒洞池、各務原公園、日之出不動、車折神社等が見どころ。

日本ラインうぬまの森
明王山見晴台 - 大岩見晴台 - 岩坂峠 - 向山見晴台 - 桐谷坂
- 距離：約10 km[2]
- 時間：約6時間30分[2]
- 日本ラインうぬまの森から岩坂峠までは間は、比較的登りやすい初心者向け。
- 岩坂峠から桐谷坂までの間は、急な坂道、岩山が中心の山道となるので　山道になれた上級者向け。

蘇原自然公園遊歩道
蘇原自然公園 - 伊吹の滝 - 北山展望台 - 各務原権現山
- 各務原権現山の頂上には権現山展望台がある。
- 蘇原自然公園の他に、南登山口、東登山口がある。
- 各務原権現山からは北山と岐阜権現山を経て桐谷坂へ向かうルートがあるが、一般向きではない。